# Мон-Сен-Гибер
Мон-Сен-Гибе́р (фр. Mont-Saint-Guibert, валлон. Mont-Sint-Wubert) — коммуна в Валлонии, расположенная в провинции Валлонский Брабант, округ Нивель. Принадлежит Французскому языковому сообществу Бельгии. На площади 18,63 км² проживают 6400 человек (плотность населения — 344 чел./км²), из которых 49,92 % — мужчины и 50,08 % — женщины. Средний годовой доход на душу населения в 2003 году составлял 14 559 евро.
Почтовый код: 1435. Телефонный код: 010.